# Републикански път III-1621
Републикански път IIІ-1621 е третокласен път, част от Републиканската пътна мрежа на България, преминаващ изцяло по територията на област Монтана. Дължината му е 9,7 km.
Пътят се отклонява наляво при 32,1 km на Републикански път III-162 северно от село Стояново и се насочва на север през Западния Предбалкан, надолу по долината на река Шугавица (десен приток на Огоста). Минава през село Сумер и северно от него се свързва с Републикански път I-1 при неговия 118,6 km.
| Пътища, отклоняващи се надясно (населено място, № на пътя, посока на пътя) | km  | Пътища, отклоняващи се наляво (посока на пътя, № на пътя, населено място) |
| -------------------------------------------------------------------------- | --- | ------------------------------------------------------------------------- |
| Община Вършец, III-162, 32,1 km ←                                          | 0,0 | ← 32,1 km, III-162, Община Вършец                                         |
| Община Берковица                                                           | 2,3 | Община Берковица                                                          |
|                                                                            | 3,0 | ← 13,1 km, III-8104 (от 88,7 km на II-81)                                 |
| Община Монтана                                                             | 3,8 | Община Монтана                                                            |
| с. Сумер                                                                   | 7,8 | с. Сумер                                                                  |
| (до ГКПП Кулата - Промахон) I-1, 118,6 km ←                                | 9,7 | ← 118,6 km, I-1 (от ГКПП Видин - Калафат)                                 |